# Német-öböl

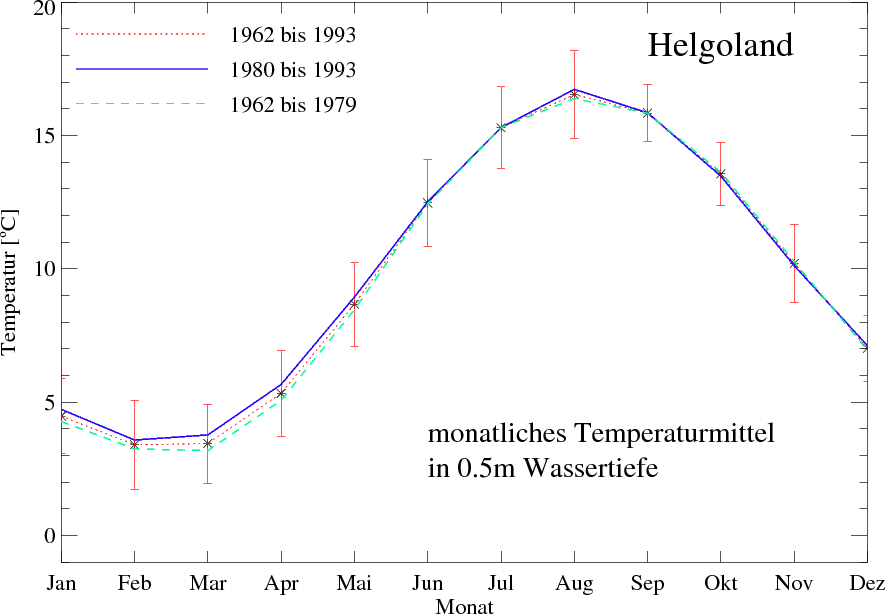
A vízhőmérséklet évszakonkénti változása az öbölben

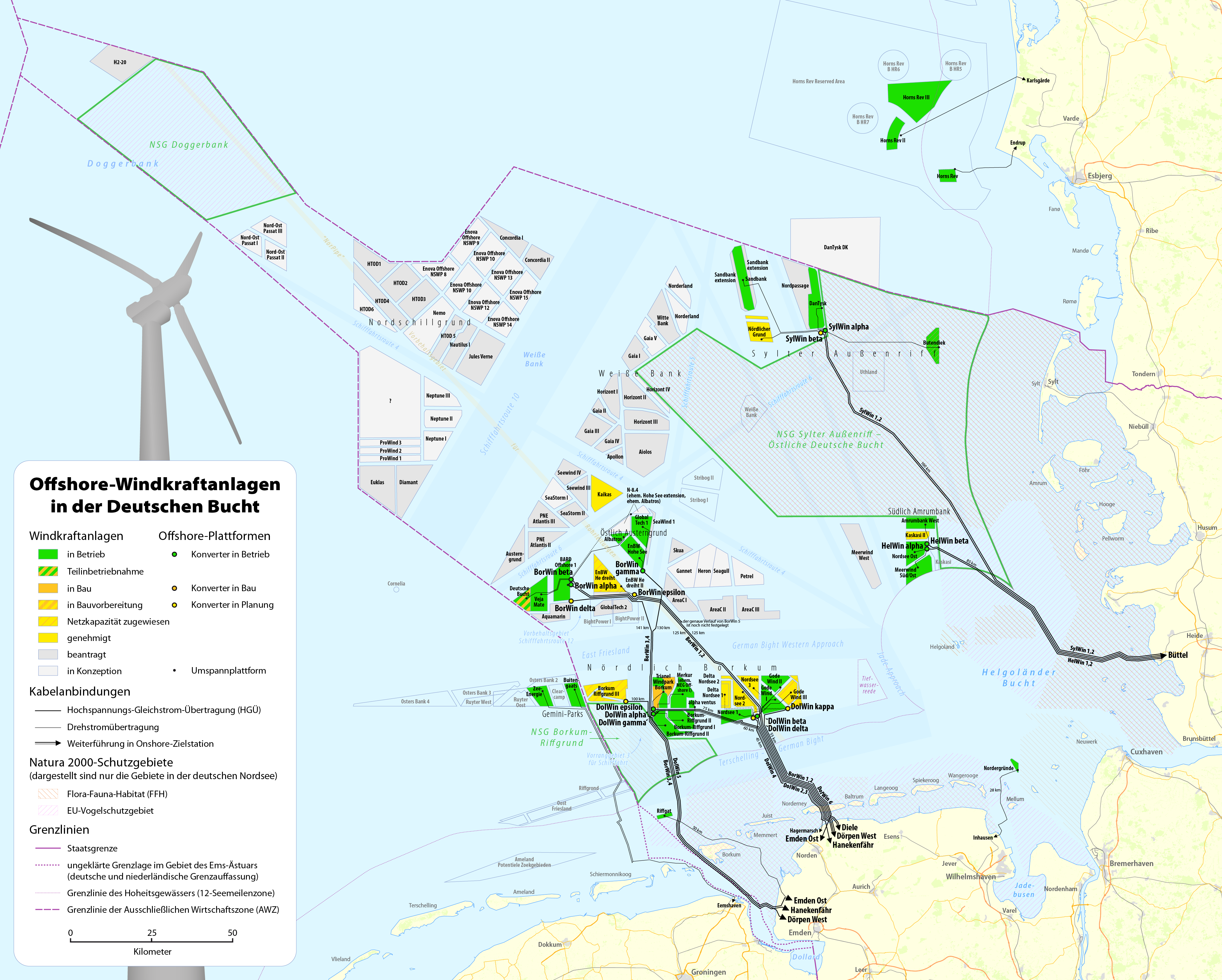
Tengeri szélparkok elhelyezkedése a Német-öbölben

A Német-öböl (németül: Deutsche Bucht, hollandul: Duitse Bocht, dánul: Tyske Bugt, nyugati frízül: Dútske Bocht, alnémetül: Düütsche Bucht, angolul: German Bight) az Északi-tenger holland, német és dán partok által közrefogott egyik öble. Kiterjedése 77 000 km2, amiből 30 000 km2 árapálysíkság.

## Geográfiai fekvés
A Német-öböl az európai kontinentális selfen fekszik és a Nyugati-Fríz-szigetektől a dán Jütland-félszigetnél lévő Watt-vidék szigeteiig nyúlik. Az öböl közepén található Helgoland szigete. Az északnyugati irányban a Dogger-pad határolja.
A Helgolandtól közvetlenül délnyugatra található Helgolandi-medencében a mélysége eléri az 56 métert is. Az öbölbe torkollanak északkeletről délnyugatnak haladva az Eider, az Elba, a Weser, a Jade és az Ems folyók. A Német-öblöt délkeleti irányból északnyugatnak tartó, a szárazföldtől a Dogger-pad felé mutató kontinentális selfet kacsacsőrként (Entenschnabel) emlegetik. E terület délkeleti részén található a Helgolandi-öböl.
A Német-öböl után elnevezett és 1955-ben felállított időjárás előrejelzési terület fekvését és kiterjedését tekintve nagyjából megegyezik a Német-öböl hidrográfiai fogalmával. Korábban a Helgoland terület szolgált az előrejelzéshez.

## Gazdasági hasznosítása
Az öböl déli részén húzódik a föld egyik legforgalmasabb vízi útja, mely Hamburgból ill. az Elba torkolatából vezet a Doveri-szorosig és onnan a La Manche-on át tovább ki az Atlanti-óceánra.
Az Északi-tenger felosztásából Németországnak jutó kizárólagos gazdasági szektorban számos tengeri szélpark projektje áll megvalósítás alatt, melyek közül némelyik (pl. BARD Offshore 1, Meerwind Süd|Ost és Nordsee Ost) már ki is lett építve és szolgáltatnak áramot.

## Védett területek
A Német-öböl part menti területein és számos szigetén számos védett terület található, köztük 20 élőhelyvédelmi terület, három bioszféra rezervátum, 9 tájvédelmi terület (közte a három nemzeti park), 21 természetvédelmi terület és 10 madárvédelmi terület.

## Fordítás
- Ez a szócikk részben vagy egészben  a   Deutsche Bucht című német Wikipédia-szócikk ezen változatának fordításán alapul.  Az eredeti cikk szerkesztőit annak laptörténete sorolja fel. Ez a jelzés csupán a megfogalmazás eredetét és a szerzői jogokat jelzi, nem szolgál a cikkben szereplő információk forrásmegjelöléseként.